# Fernando García de San Pedro y García
Fernando García de San Pedro y García (Madrid, 24 d'agost de 1795 - 17 de juliol de 1854) fou un enginyer i militar espanyol, acadèmic fundador de la Reial Acadèmia de Ciències Exactes, Físiques i Naturals.
En 1814 ingressà al Cos d'Enginyers de l'Exèrcit de Terra espanyol, en el que assolí el grau de coronel, alhora que arribà a brigadier d'infanteria. Fou professor a l'Acadèmia d'Artilleria de Segòvia i a l'Acadèmia d'Enginyers. Durant el regnat d'Isabel II d'Espanya fou designat director del Museu i del Dipòsit topogràfic del Cos d'Enginyers, i vicepresident de la Junta Directiva del Mapa d'Espanya. En 1847 fou designat un dels acadèmics fundadors de la nova Reial Acadèmia de Ciències Exactes, Físiques i Naturals.

## Obres
- Tratado de cálculos diferencial e integral (1828)
- Tratado de Geometría Analítica
- Tratado de completo de mecánica (1840)